# L-aspartato ossidasi
La L-aspartato ossidasi è un enzima appartenente alla classe delle ossidoreduttasi, che catalizza la seguente reazione:
L-aspartato + H2O + O2 ⇄ ossaloacetato + NH3 + H2O2
L'enzima è una flavoproteina contenente FAD e prende parte al sistema della chinolinato sintasi batterica.